# Cephalops conjunctivus
Cephalops conjunctivus är en tvåvingeart som beskrevs av Collin 1958. Cephalops conjunctivus ingår i släktet Cephalops och familjen ögonflugor. Inga underarter finns listade i Catalogue of Life.